# Procambarus veracruzanus
Procambarus veracruzanus är en kräftdjursart som beskrevs av Villalobos 1954. Procambarus veracruzanus ingår i släktet Procambarus och familjen Cambaridae. IUCN kategoriserar arten globalt som otillräckligt studerad. Inga underarter finns listade i Catalogue of Life.